# Corynella
Corynella é um género botânico pertencente à família Fabaceae.